# Черкасов, Пётр Нилович
Пётр Ни́лович Черка́сов (19 июня [1 июля] 1882 — 6 [19] августа 1915) — русский морской офицер, капитан I ранга (посмертно), командир дивизиона канонерских лодок, командир канонерской лодки «Сивуч-II», кавалер ордена Святого Георгия IV степени (посмертно).

## Биография
Пётр Нилович Черкасов родился 1 июля 1882 в Нижнем Новгороде в семье морского офицера, капитана I ранга Нила Васильевича Черкасова. С 1906 года женат на Сусанне Владимировне Гильтебрандт (1885—1942), дочери военного врача. Младший брат капитана 1-го ранга Василия Ниловича Черкасова. 
На службе с 1898 года. 6 мая 1900 года произведён в мичманы. С 1901 года в заграничном плавании на броненосце «Пересвет». С 1903 по 1904 годы исполнял обязанности вахтенного начальника на миноносце «Властный». За участие в ночной атаке, результатом которой был потоплен японский миноносец, удостоен ордена Святого Станислава 3 степени с мечами и бантом. Произведён в лейтенанты. 24 мая 1904 года был назначен младшим артиллерийским офицером на эскадренный броненосец «Севастополь». За успешное командование десантной ротой награждён орденом Святой Анны IV степени «За храбрость». 13 ноября 1904 года был назначен старшим офицером «Севастополя». В 1905 году за доблестную службу был награждён орденами Святой Анны 3 степени с мечами и бантом и Святого Владимира 4 степени с мечами и бантом. В 1906 году за боевые отличия награждён орденом Святого Станислава 2 степени с мечами, серебряной медалью с бантом участника русско-японской войны. 24 августа 1907 года назначен старшим офицером учебного судна «Верный». 15 октября 1909 года назначен командиром миноносца № 213, произведён в старшие лейтенанты. 1 октября 1910 года зачислен штатным слушателем в Николаевскую Морскую Академию по военно-морскому отделению. В 1911 году зачислен на дополнительный курс Академии по отделению военно-морских наук. 6 декабря 1912 года произведён в капитаны 2 ранга. В феврале 1913 года награждён медалью «300 лет Дома Романовых». С мая по сентябрь находился в отпуске в Нижегородской губернии, где был избран гласным Балахнинского земского собрания. 30 декабря был назначен командиром канонерской лодки «Сивуч». 8 марта 1915 года награждён орденом Святой Анны 2 степени с мечами.

## Неравный бой

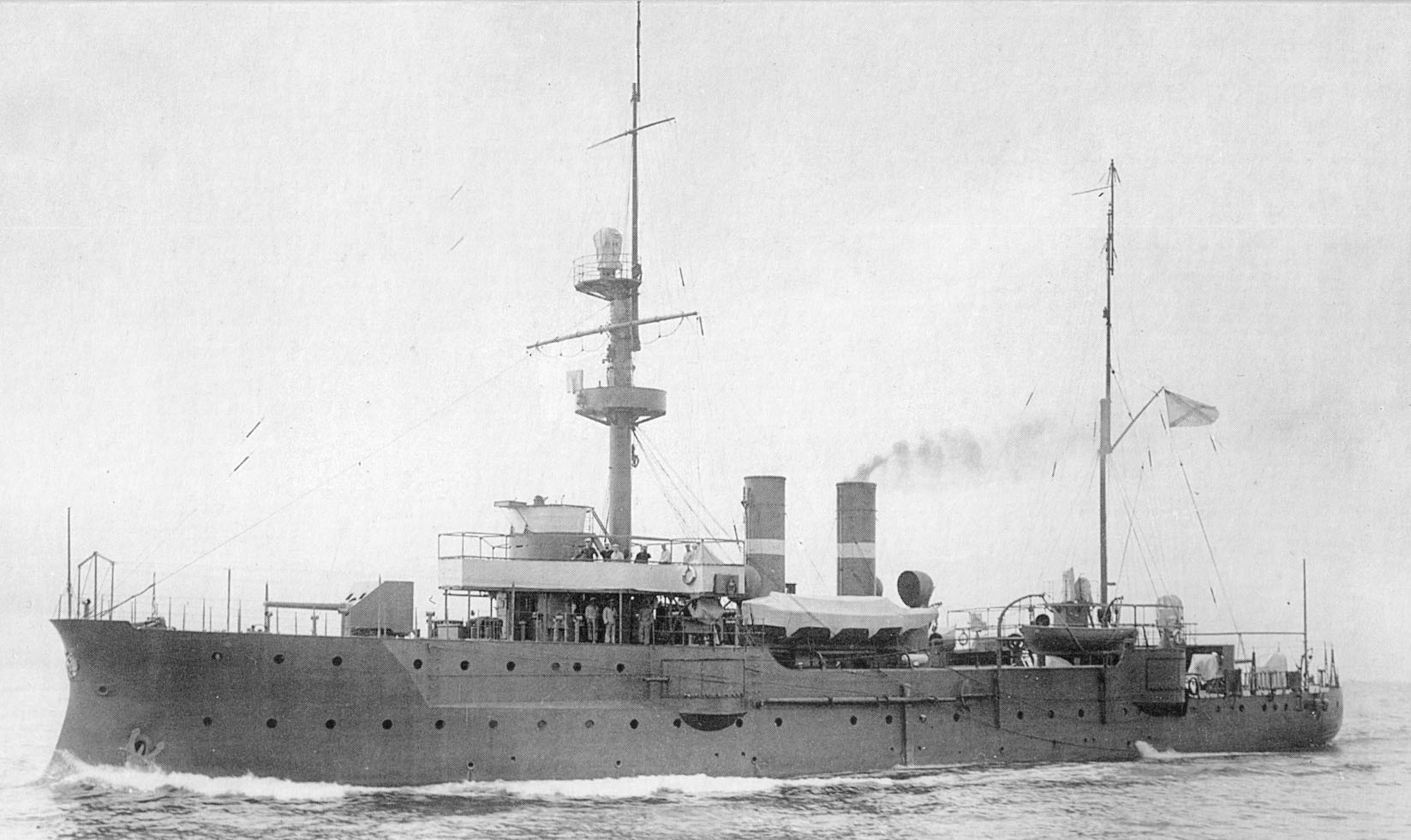
Канонерская лодка «Сивуч»

В начале августа 1915 года германская Неманская армия начала наступление на Ригу. На Балтике возникла угроза входа мощного германского флота в Рижский залив. Дивизион канонерских лодок под командованием капитана II ранга Черкасова в это время выполнял обычные боевые задачи: обстрел позиций противника на линии фронта, постановку минных заграждений перед крепостью Усть-Двинск (Рига). 19 августа дивизион канонерок с опозданием на 24 часа получил приказ уходить в Моонзунд. Вечером в тумане их обнаружили германский крейсер «Аугсбург» и два миноносца, двигавшихся из Пярну в направлении острова Кюно. Канонерская лодка «Сивуч», которой командовал Черкасов приняла бой. Канонерской лодке «Кореец-II» был отдан приказ уходить в Моонзунд. В ходе боя корабль был изрешечен снарядами, но продолжал сражаться. Командующий германской эскадрой Шмидт получил сообщение, что «Аугсбург» и миноносцы ведут бой с линейным кораблем «Слава», и поспешил с двумя линкорами и флотилией миноносцев на помощь. Однако, увидев с кем вёлся бой, был взбешён: истрачена половина топлива[чьего?] и сотни снарядов на такую, кажущуюся никчёмной, цель. Тем не менее, задача германской эскадры прорваться к Риге была сорвана. Линкоры «Позен» и «Нассау» открыли огонь, а восьмая флотилия миноносцев и V-29 выпустили по «Сивучу» торпеды, и корабль затонул.
22 сентября 1915 года Черкасов исключён из списков личного состава флота с записью: «Смертью запечатлел свой подвиг». Капитан 2-го ранга Пётр Нилович Черкасов посмертно был награждён орденом Святого Георгия, посмертно ему было присвоено звание капитана I ранга. Военные специалисты всего мира назвали «Сивуч» «Балтийским „Варягом“».

## Память

### Народный дом имени Черкасова
28 сентября (11 октября) 1915 года Балахнинское земское собрание постановило поставить памятник герою Черкасову Петру Ниловичу, но отец героя Нил Васильевич Черкасов решил, что лучшим памятником сыну будет Народный дом имени капитана I-го ранга Черкасова П. Н., в котором будет расположена библиотека, читальный и зрительный залы, и подарил участок земли с постройками в Ольгине Мысовской волости (г. Володарск) Балахнинского уезда.
Этот дом-памятник использовался по назначению до 1920 г. Потом его использовали в самых различных целях: от почты до складов. В 2000 году последние останки дома были разрушены, а на его месте проложена дорога. Память о герое осталась только в сердцах его почитателей и малочисленных родственников.

### Памятник в Володарске
24 августа 2006 года в Володарске Нижегородской области, был заложен памятный камень на месте будущего памятника П. Н. Черкасову. Памятник установлен 6 мая 2017 года.

### Мемориальная доска в Нижнем Новгороде

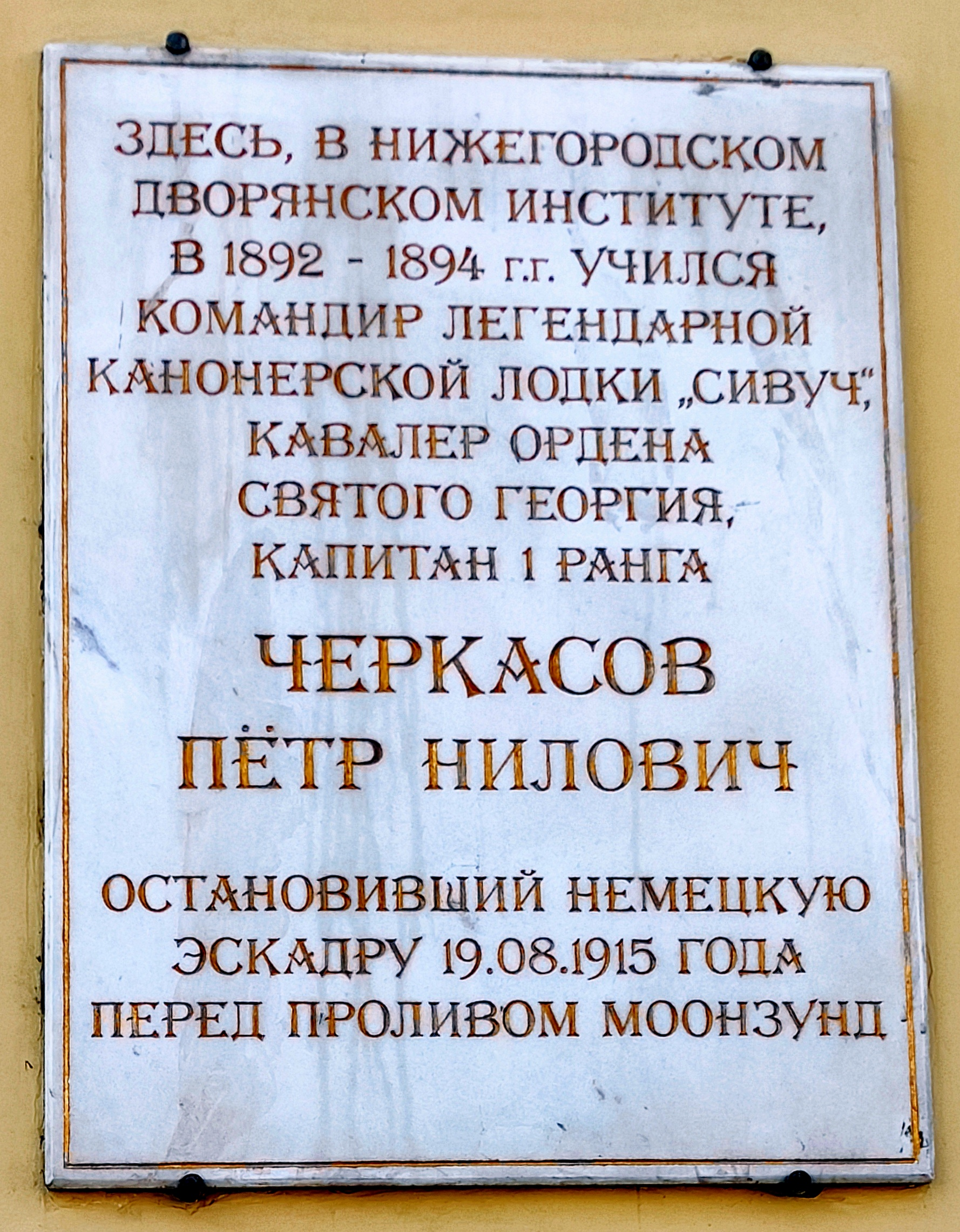
Мемориальная доска памяти П. Н. Черкасова в Нижнем Новгороде на доме 3 по Варварской улице

20 октября 2008 года в Нижнем Новгороде открыли памятную доску капитану Черкасову. Она расположена на здании бывшего Александровского дворянского института (ул. Варварская, дом 3, здание НГОУНБ), в котором Черкасов учился с первого по второй класс.